# Phylliroe
Phylliroe е род голохрили коремоноги. Представен е от два вида дребни с размери до 5,5 cm морски охлюви, разпространени повсеместно.

## Видове и разпространение
- Phylliroe atlantica – обитава тропическите води на Атлантически и Тихи океан.
- Phylliroe bucephalum – обитава Средиземно море.[1]

## Екологични характеристики
Младите охлювчета на P. bucephalum са наблюдавани да се хранят от камбаната на медузите Zanclea costata. Те се залавят от вътрешната страна, където извличат телесни сокове от медузата. Тук растат изключително бързо. За около десетина дни от 1,6 mm достигат до 11 mm. Тогава охлювът напуска медузата и плува свободно в търсене на нова плячка, която е вече от различни видове.
Възрастните индивиди вече не се ограничават с хранене от медузата Zanclea. Наблюдавани са да се хранят с тъкани от личинковия вид Oikopleura albicans, както и медузи Aequoria.
Храносмилателната система на тези охлюви може да съдържа симбионтни видове зооксантели, но все още не е ясно дали са естествени обитатели или са попаднали при консумация на плячка.
P. bucephalum често е и гостоприемник на различни видове паразитни смукалници, които се залавят за повърхността на тялото им или проникват в тях.